# 長岡村 (岩手県)
長岡村（ながおかむら）は、昭和30年（1955年）まで岩手県紫波郡にあった村。現在の紫波町東長岡・西長岡・江柄・北沢・草刈・栃内および犬吠森村の一部にあたる。

## 沿革
- 明治22年（1889年）4月1日 - 町村制施行にともない、東長岡村・西長岡村・江柄村・北沢村・草刈村・栃内村および犬吠森村の一部が合併して長岡村が発足。
- 昭和30年（1955年）1月1日 - 日詰町・赤石村・赤沢村・佐比内村・志和村・彦部村・古館村・水分村と合併し、紫波町となる。

## 行政

### 歴代村長
| 代 | 氏名       | 就任                       | 退任                       | 備考 |
| -- | ---------- | -------------------------- | -------------------------- | ---- |
|    | 野村長四郎 | 明治30年（1897年）11月11日 | 明治34年（1901年）4月25日  |      |
|    | 大萱生嵩   | 明治34年（1901年）10月4日  | 明治39年（1906年）9月26日  |      |
|    | 藤根吉愛   | 明治39年（1906年）10月23日 | 明治40年（1907年）9月10日  |      |
|    | 阿部米吉   | 明治40年（1907年）10月19日 | 大正8年（1919年）11月14日  |      |
|    | 工藤与市   | 大正8年（1919年）5月8日    | 大正10年（1921年）2月27日  |      |
|    | 阿部豊作   | 大正10年（1921年）2月28日  | 昭和4年（1929年）2月18日   |      |
|    | 福田善孝   | 昭和4年（1929年）2月22日   | 昭和17年（1942年）2月16日  |      |
|    | 佐々木慶三 | 昭和17年（1942年）2月17日  | 昭和21年（1946年）11月19日 |      |
|    | 横沢直治   | 昭和22年（1947年）4月7日   | 昭和26年（1951年）4月4日   |      |
|    | 阿部隆     | 昭和26年（1951年）4月24日  | 昭和30年（1955年）3月31日  |      |